# Macario au Far West
Pour plus de détails, voir Fiche technique et Distribution.
Macario au Far West (Il fanciullo del West) est un western parodique italien réalisé par Giorgio Ferroni, sorti en 1942.
Il est considéré comme le premier western parodique produit en Italie, et le précurseur des westerns spaghetti à venir,. Le titre original du film rappelle celui de l'opéra de Giacomo Puccini, La fanciulla del West.
Dans son titre français, Macario au Far West est la quatrième des cinq comédies italiennes mettant en vedette l'acteur principal Erminio Macario dans son titre après La Folle Aventure de Macario, Macario millionnaire et Macario vagabond et avant Macario contre Fantômas.

## Synopsis
Dans une petite ville du Far West, en raison d'une forte rivalité entre deux familles, des affrontements, des agressions et des fusillades sont à l'ordre du jour. Un médecin de la ville s'implique dans ce conflit et parvient à vaincre le chef du gang local, à réconcilier les familles et à épouser sa bien-aimée.

## Fiche technique
- Titre français : Macario au Far West[4]
- Titre original italien : Il fanciullo del West[5]
- Réalisation : Giorgio Ferroni
- Scénario : Giorgio Ferroni, Vittorio Metz
- Photographie : Sergio Pesce (it)
- Montage : Vittorio Solito
- Musique : Amedeo Escobar (it)
- Décors : Ottavio Scotti (it)
- Production : Michele Scalera, Salvatore Scalera
- Sociétés de production : Scalera Film
- Pays de production :  Royaume d'Italie
- Langue originale : italien
- Format : Noir et blanc • 1,37:1 • Son mono • 35 mm
- Durée : 85 minutes
- Genre : Western parodique
- Dates de sortie :
  - Royaume d'Italie : 24 décembre 1942

## Distribution
- Erminio Macario : Mac Carey
- Elli Parvo : Lolita De Fuego
- Giovanni Grasso : Donovan
- Nino Pavese : Pedro Montes / Drake
- Adriana Sivieri : Margherita Donovan
- Egisto Olivieri : Carey
- Tino Scotti : Stylo blanc (Penna Bianca en VO)
- Nada Fiorelli : Evelina Carey
- Piero Pastore : William Donovan
- Marisa Valli : Mary Carey
- Aldo Pini : John Donovan
- Vinicio Sofia : Pierre, propriétaire du saloon
- Erminio Spalla : Le fermier de Carey
- Carlo Rizzo : Fuller
- Renato Capanna : Le shérif
- Gian Paolo Rosmino : Le magicien